# Strażnica WOP Lasówka
Strażnica Wojsk Ochrony Pogranicza Langenbruck/Mostowice/Lasówka – nieistniejący obecnie podstawowy pododdział graniczny Wojsk Ochrony Pogranicza pełniący służbę graniczną na granicy polsko-czechosłowackiej.
Strażnica Straży Granicznej w Lasówce – nieistniejąca obecnie graniczna jednostka organizacyjna polskiej straży granicznej realizująca zadania bezpośrednio w ochronie granicy państwowej z Czechosłowacją/Czechami.

## Formowanie i zmiany organizacyjne
Strażnica została sformowana w 1945 w strukturze 51 komendy odcinka jako 238 strażnica WOP (Langenbruck) o stanie 56 żołnierzy. Kierownictwo strażnicy stanowili: komendant strażnicy, zastępca komendanta do spraw polityczno-wychowawczych i zastępca do spraw zwiadu. Strażnica składała się z dwóch drużyn strzeleckich, drużyny fizylierów, drużyny łączności i gospodarczej. Etat przewidywał także instruktora do tresury psów służbowych oraz instruktora sanitarnego.
Od 15 marca 1954 wprowadzono nową numerację strażnic, a strażnica WOP Lasówka otrzymała nr 247. 
W 1956 rozpoczęto numerowanie strażnic na poziomie brygady. Strażnica II kategorii Lasówka była 11. w 5 Brygadzie Wojsk Ochrony Pogranicza. 
W 1960, po kolejnej zmianie numeracji, strażnica posiadała numer 16 i zakwalifikowana była do kategorii IV w 5 Sudeckiej Brygadzie WOP . Parę miesięcy później rozwiązano strażnicę, a w jej miejsce powstała 15 placówka WOP II kategorii.
Straż Graniczna:

15 maja 1991 po rozwiązaniu Wojsk Ochrony Pogranicza, 16 maja 1991 strażnica w Lasówce weszła w podporządkowanie Sudeckiego Oddziału Straży Granicznej i przyjęła nazwę strażnica Straży Granicznej w Lasówce.
W ramach III etapu realizacji programu dostosowania Straży Granicznej do standardów Schengen, w 2003 nastąpiło zniesie strażnicy SG w Lasówce, a ochraniany odcinek przejęła Strażnica SG w Zieleńcu .

## Ochrona granicy
Strażnice sąsiednie:
- 237 strażnica WOP Stuchlsteiffen ⇔ 239 strażnica WOP Grunwald – 1946